# Copa Federación 1996
El Torneo de Copa 1996 fue la 41.ª edición de las copas del fútbol costarricense que se disputó desde el 5 de mayo hasta el 2 de junio.
Participaron un total de 15 equipos: 6 clubes que disputaron el campeonato de Liga de Primera División y 9 equipos de la segunda categoría.
El concepto de Copa se retomó tras su última edición en 1984 para dar continuidad al calendario futbolístico en el mes de mayo. La competencia recibió el nombre de «75 aniversario de la Fedefútbol».
El equipo de Belén se proclamó campeón invicto y sin recibir goles al derrotar en la final a Cartaginés.

## Calendario
La calendarización de los partidos le correspondió al comité de competición de la Fedefútbol. Las diferentes rondas fueron programadas de la siguiente forma:
| Ronda         | Partidos                                  |
| ------------- | ----------------------------------------- |
| Primera ronda | 5 de mayo                                 |
| Segunda ronda | 12 de mayo                                |
| Tercera ronda | 18 y 19 de mayo                           |
| Semifinales   | 26 de mayo                                |
| Final         | 2 de junio en el Estadio Ricardo Saprissa |

## Equipos participantes
Participaron 15 equipos: 6 clubes de la Primera División (los mejores clasificados del campeonato 1995-96) y 9 equipos de la segunda categoría. No participaron de la Primera División: Alajuelense al no tener disponibilidad ante un calendario ajustado, Herediano por tener una disputa dirigencial con la Federación y una agenda de juegos amistosos y Guanacasteca que se retiró luego de su descenso de liga. Por Segunda División no pudo acceder Goicoechea debido a su participación en la ronda decisiva de su campeonato.
| Primera División 6 clubes del Campeonato 1995-96.                     | Segunda División 9 clubes del Campeonato 1995-96.                                                             |
| - Belén - Cartaginés - Puntarenas - Ramonense - San Carlos - Saprissa | - Barrio México - Liberia - Naranjo - Paraíso - Pococí - Puntarenense - Sagrada Familia - San Ramón - Uruguay |

## Sistema de competición
Los equipos se enfrentaron en un solo partido por ronda. En caso de empate en tiempo reglamentario, la tanda de penaltis definió qué equipo avanzaba a la siguiente fase.
Para la primera ronda, los equipos participantes se emparejaron en enfrentamientos entre clubes de la primera y segunda categoría, con excepción de un juego que tuvo a dos representantes de la segunda división. Se disputaron siete eliminatorias a partido único, donde los duelos de equipos de la liga superior jugaron en casa del equipo de nivel inferior. Avanzaron los ganadores de esta ronda y los dos mejores perdedores.
En la segunda ronda se disputaron cinco eliminatorias, a partido único, entre los 9 clasificados de la primera ronda y el equipo de segunda categoría que esperó ante el retiro de su rival en la fase anterior. Avanzaron los ganadores de esta ronda y el mejor perdedor.
En la tercera ronda se disputaron tres eliminatorias, a partido único, entre los 6 clasificados de la segunda ronda. Avanzaron los ganadores de esta ronda y el mejor perdedor.
A partir de las semifinales, se disputan las eliminatorias a partido único sin condicionantes de mejor perdedor, mientras que la final se llevó a cabo en campo neutral.

## Desarrollo

### Primera ronda
| 5 de mayo de 1996, 10:00 | Sagrada Familia | 0:1 (0:0) | Belén                | Estadio "Quincho" Barquero, Paraíso, Cartago           |                                                        |
|                          |                 | Reporte   | - Luis Fernández 66' | Asistencia: 255 espectadores Árbitro(s): Gerardo Rojas | Asistencia: 255 espectadores Árbitro(s): Gerardo Rojas |

| 5 de mayo de 1996, 10:00 | San Ramón                                   | 3:2 (1:1) | Puntarenense                                  | Estadio Guillermo Vargas, San Ramón, Alajuela           |                                                         |
|                          | - Leo Martínez 30', 61' - Jimmy Jiménez 55' | Reporte   | - Eladio Martínez 39' - Gustavo Barrantes 80' | Asistencia: 50 espectadores Árbitro(s): Bolívar Montero | Asistencia: 50 espectadores Árbitro(s): Bolívar Montero |

| 5 de mayo de 1996, 11:00 | Naranjo                | 1:2 (0:1) | San Carlos                                       | Estadio Municipal, Naranjo, Alajuela |                             |
|                          | - Gustavo Alvarado 50' | Reporte   | - Roy Corrales 13' - Carlos Rodríguez 67' (t.l.) | Asistencia: 55 espectadores          | Asistencia: 55 espectadores |

| 5 de mayo de 1996, 11:00 | Uruguay | 0:1 (0:0) | Puntarenas          | Estadio El Labrador, Coronado, San José                |                                                        |
|                          |         | Reporte   | - Elvis Fonseca 78' | Asistencia: 157 espectadores Árbitro(s): Rodolfo Araya | Asistencia: 157 espectadores Árbitro(s): Rodolfo Araya |

| 5 de mayo de 1996, 12:00 | Paraíso               | 1:3 (1:0) | Cartaginés                                                       | Estadio "Quincho" Barquero, Paraíso, Cartago             |                                                          |
|                          | - Robert Madrigal 38' | Reporte   | - Humberto Brenes - Cristian Mena 85' - Evaristo Contreras 90+2' | Asistencia: 255 espectadores Árbitro(s): Federico Vargas | Asistencia: 255 espectadores Árbitro(s): Federico Vargas |

| 5 de mayo de 1996, 12:00                                   | Ramonense                                                                                   | 0:0 (4:5 p.)               | Barrio México                                                                                    | Estadio Guillermo Vargas, San Ramón, Alajuela         |                                                       |
|                                                            |                                                                                             | Reporte                    |                                                                                                  | Asistencia: 50 espectadores Árbitro(s): Carlos Torres | Asistencia: 50 espectadores Árbitro(s): Carlos Torres |
|                                                            |                                                                                             | Tiros desde el punto penal |                                                                                                  |                                                       |                                                       |
|                                                            | - Rafael Vargas - Rodrigo López - César Barquero - Rolando Araya - Jerry Alpízar - Roy Lobo |                            | - Marshall Hernández - Marco Lima - Luis Quirós - Gilberth Alpízar - Harold López - Claudio Jara |                                                       |                                                       |
| Ramonense avanza a la siguiente ronda como mejor perdedor. |                                                                                             |                            |                                                                                                  |                                                       |                                                       |

| 5 de mayo de 1996, 12:00                                 | Cariari Pococí                            | 2:3 (1:1) | Saprissa                                                       | Estadio Ebal Rodríguez, Guápiles, Limón                   |                                                           |
|                                                          | - Eugenio Carrillo 4' - Carlos Flores 74' | Reporte   | - Marcos Hernández 26' - David Quesada 56' - Marco Herrera 73' | Asistencia: 361 espectadores Árbitro(s): Fernando Badilla | Asistencia: 361 espectadores Árbitro(s): Fernando Badilla |
| Cariari avanza a la siguiente ronda como mejor perdedor. |                                           |           |                                                                |                                                           |                                                           |

### Segunda ronda
| 12 de mayo de 1996, 11:00 | Saprissa                                                              | 1:1 (1:0) (1:3 p.)         | Barrio México                                                                      | Estadio Ricardo Saprissa, Tibás, San José |                            |
|                           | - Gilberto Morant 15'                                                 | Reporte                    | - Claudio Jara 86'                                                                 | Árbitro(s): William Mattus                | Árbitro(s): William Mattus |
|                           |                                                                       | Tiros desde el punto penal |                                                                                    |                                           |                            |
|                           | - Leonardo Durán - Alonso Solís - Marcos Hernández - Cristian Estrada |                            | - Marshall Hernández - Carlos Moscoa - Luis Quirós - Marco Lima - Gilberth Alpízar |                                           |                            |

| 12 de mayo de 1996, 11:00 | Cartaginés                                                               | 3:2 (3:1) | Cariari Pococí              | Estadio "Fello" Meza, Cartago |                           |
|                           | - Aurelio Ferreira 6' - Norman Gómez 17' (pen.) - Maximilien Peynado 43' | Reporte   | - Eugenio Carrillo 25', 64' | Árbitro(s): Marvin Amores     | Árbitro(s): Marvin Amores |

| 12 de mayo de 1996, 11:00 | Belén                                      | 2:0 (2:0) | San Ramón | Estadio El Pedregal, Belén, Heredia |                               |
|                           | - Carlos Murillo 21' - Carlos González 27' | Reporte   |           | Árbitro(s): Ave María Alpízar       | Árbitro(s): Ave María Alpízar |

| 12 de mayo de 1996, 12:00                                  | San Carlos                                                     | 2:2 (3:2 p.)               | Ramonense                                                                         | Estadio Carlos Ugalde, San Carlos, Alajuela |  |
|                                                            | - Juan García - Andrey Campos                                  | Reporte                    | - Rolando Araya - Geovanny Castro                                                 |                                             |  |
|                                                            |                                                                | Tiros desde el punto penal |                                                                                   |                                             |  |
|                                                            | - Ricardo Sauma - Andrey Campos - Wilson Alfaro - Roy Corrales |                            | - Diego Bolaños - Henry Fajardo - Rafael Vargas - Geovanny Castro - Rolando Araya |                                             |  |
| Ramonense avanza a la siguiente ronda como mejor perdedor. |                                                                |                            |                                                                                   |                                             |  |

| 12 de mayo de 1996, 12:00 | Liberia | 0:1 (0:1) | Puntarenas           | Estadio Edgardo Baltodano, Liberia, Guanacaste |                             |
|                           |         | Reporte   | - César Martínez 19' | Árbitro(s): Rodrigo Badilla                    | Árbitro(s): Rodrigo Badilla |

### Tercera ronda
| 18 de mayo de 1996, 15:00 | Puntarenas | 0:2 (0:0) | Belén                            | Estadio "Lito" Pérez, Puntarenas |                           |
|                           |            | Reporte   | - Óscar Ramírez - Gilbert Solano | Árbitro(s): Joccer Molina        | Árbitro(s): Joccer Molina |

| 19 de mayo de 1996, 11:00 | San Carlos                                               | 3:1 (2:0) | Barrio México       | Estadio Carlos Ugalde, San Carlos, Alajuela |                             |
|                           | - Benigno Guido 33' - Juan García 43' - Roy Corrales 70' | Reporte   | - Carlos Moscoa 47' | Árbitro(s): Federico Vargas                 | Árbitro(s): Federico Vargas |

| 19 de mayo de 1996, 11:00                                   | Ramonense | 1:1 (0:1) (6:4 p.)         | Cartaginés | Estadio Guillermo Vargas, San Ramón, Alajuela |                           |
|                                                             | - Rafael Vargas 46' | Reporte                    | - Cristian Mena 19' | Árbitro(s): Gerardo Rojas                     | Árbitro(s): Gerardo Rojas |
|                                                             | | Tiros desde el punto penal | |                                               |                           |
|                                                             | - Geovanny Castro - Rafael Vargas - Rolando Araya - Henry Fajardo - Onix Vargas - Robert Rodríguez - Marvin Gutiérrez - Yadir Rodríguez |                            | - Marco Ferreira - Marco Tulio Hidalgo - Alexánder Madrigal - Norman Gómez - Cristian Mena - Humberto Brenes - Henry Wood |                                               |                           |
| Cartaginés avanza a la siguiente ronda como mejor perdedor. | |                            | |                                               |                           |

### Semifinales
| 26 de mayo de 1996, 11:00 | Cartaginés                                                                | 2:2 (2:1) (4:3 p.)         | San Carlos                                                                           | Estadio "Fello" Meza, Cartago |                           |
|                           | - Aurelio Ferreira 43', 45'                                               | Reporte                    | - Carlos Rodríguez 29' - Alejandro Zúñiga 71'                                        | Árbitro(s): Carlos Torres     | Árbitro(s): Carlos Torres |
|                           |                                                                           | Tiros desde el punto penal |                                                                                      |                               |                           |
|                           | - Norman Gómez - Aurelio Ferreira - Heriberto Quirós - Alexánder Madrigal |                            | - Benigno Guido - Ricardo Sauma - Andrey Campos - Carlos Rodríguez - Édgar Navarrete |                               |                           |

| 26 de mayo de 1996, 11:00 | Belén                                            | 2:0 (1:0) | Ramonense | Estadio El Pedregal, Belén, Heredia |                             |
|                           | - Sergio Morales 17' - Carlos Murillo 75' (pen.) | Reporte   |           | Árbitro(s): Fernando Brenes         | Árbitro(s): Fernando Brenes |

### Final
| 2 de junio de 1996, 11:00 | Belén             | 1:0 (1:0) | Cartaginés | Estadio Ricardo Saprissa, Tibás, San José |  |
|                           | - Eusebio Montero | Reporte   |            |                                           |  |

|                                         |
|                                         |
| Campeón invicto A. D. Belén 1.er título |

## Estadísticas

### Tabla de goleadores
Lista con los máximos anotadores de la copa.
| Pos. | Jugador            | Equipo         | Goles |
| ---- | ------------------ | -------------- | ----- |
| 1.º  | Aurelio Ferreira   | Cartaginés     | 3     |
| =    | Eugenio Carrillo   | Cariari Pococí | 3     |
| 3.º  | Carlos Murillo     | Belén          | 2     |
| =    | Carlos Rodríguez   | San Carlos     | 2     |
| =    | Cristian Mena      | Cartaginés     | 2     |
| =    | Juan García        | San Carlos     | 2     |
| =    | Leo Martínez       | San Ramón      | 2     |
| =    | Roy Corrales       | San Carlos     | 2     |
| 9.º  | Alejandro Zúñiga   | San Carlos     | 1     |
| =    | Andrey Campos      | San Carlos     | 1     |
| =    | Benigno Guido      | San Carlos     | 1     |
| =    | Carlos Flores      | Pococí         | 1     |
| =    | Carlos González    | Belén          | 1     |
| =    | Carlos Moscoa      | Barrio México  | 1     |
| =    | César Martínez     | Puntarenas     | 1     |
| =    | Claudio Jara       | Barrio México  | 1     |
| =    | David Quesada      | Saprissa       | 1     |
| =    | Eladio Martínez    | Puntarenense   | 1     |
| =    | Elvis Fonseca      | Puntarenas     | 1     |
| =    | Eusebio Montero    | Belén          | 1     |
| =    | Evaristo Contreras | Cartaginés     | 1     |
| =    | Geovanny Castro    | Ramonense      | 1     |
| =    | Gilbert Solano     | Belén          | 1     |
| =    | Gilberto Morant    | Saprissa       | 1     |
| =    | Gustavo Alvarado   | Naranjo        | 1     |
| =    | Gustavo Barrantes  | Puntarenense   | 1     |
| =    | Humberto Brenes    | Cartaginés     | 1     |
| =    | Jimmy Jiménez      | San Ramón      | 1     |
| =    | Luis Fernández     | Belén          | 1     |
| =    | Marco Herrera      | Saprissa       | 1     |
| =    | Marcos Hernández   | Saprissa       | 1     |
| =    | Maximilien Peynado | Cartaginés     | 1     |
| =    | Norman Gómez       | Cartaginés     | 1     |
| =    | Óscar Ramírez      | Belén          | 1     |
| =    | Rafael Vargas      | Ramonense      | 1     |
| =    | Robert Madrigal    | Paraíso        | 1     |
| =    | Rolando Araya      | Ramonense      | 1     |
| =    | Sergio Morales     | Belén          | 1     |